# Vitacura
Vitacura è un comune del Cile della provincia di Santiago. Si trova nella Regione Metropolitana di Santiago. Al censimento del 2002 possedeva una popolazione di 81.499 abitanti.

## Società

### Evoluzione demografica
| Censimento del 1992 | Censimento del 2002 |
| 79.375 ab.          | 81.499 ab.          |

## Cultura
Presso la cittadina ha sede un centro ESO preposto all'organizzazione degli eventi pubblici presso gli osservatori dislocati nello stato, presso La Silla, Paranal e Chajnantor.